# Шебелинське газоконденсатне родовище
Шебелинське газоконденсатне родовище — належить до Машівсько-Шебелинського газоносного району Східного нафтогазоносного регіону України. Одне з найбільших родовищ в Україні.

## Загальна характеристика
Розташоване в Харківській області на відстані 5 км від м. Балаклія.
Знаходиться в приосьовій зоні сх. частині Дніпровсько-Донецької западини, в прикордонній смузі З півночі пробортовою зоною.
Підняття виявлене в 1947 р.
Структура являє собою асиметричну брахіантикліналь північно-західного простягання. Її розміри по покрівлі картамиської світи в контурі газоносности 29,0х10,5 м, амплітуда 1000—1200 м. У 1950 р. виявлена промислова газоносність відкладів пермі (інт. 1463—1484 м). Пізніше уточнена газоносна товща на глибині 1300…2500 м у теригенних відкладах кам'яновугільного і пермського періоду.
Поклад масивно-пластовий, склепінчастий.
Експлуатується з 1956 р. Режим покладу газовий. Запаси початкових видобувних категорій А+В+С1: газу (метан) — 650000 млн м³; конденсату — 8320 тис. т.

## Історія
Шебелинська структура виявлена в 1947 році старшим науковим співробітником Інституту геологічних наук АН УРСР Миколою Балуховським, але родовище було відкрите лише в 1950 році, хоча рекомендація на початок буріння була дана Балуховським одразу ж. На той момент воно вважалось одним з найбільших в Європі. Його початкові запаси природного газу складали 650 млрд м3, конденсату — 8,3 млн т. В експлуатацію Шебелинське родовище ввели в 1956 році. Докладно про його відкриття та унікальність родовища писала редакція «Геологічного журналу» у 2019 році (№ 3), до 120-річчя від дня народження Миколи Балуховського.
У 1956 р. було розпочато експлуатацію родовища з 3 першими свердловинами. У 1957 р. в роботі було 23 свердловини, в 1959 р. — 67 свердловин. У 1971 р. в експлуатації на родовищі знаходилось вже 419 свердловин з максимальним видобутком газу 31,3 млрд м3.
Для розв'язання задачі реалізації газового конденсату, який попутно видобувався разом з газом, у 1956 р. був побудований пункт збору і наливу газового конденсату.
Після 1971 року на родовищі почалося поступове скорочення видобутку газу та зниження пластового тиску. Для забезпечення продовження видобутку газу на родовищі була введена в експлуатацію Червонодонецька дожимна компресорна станція (ДКС). На ній було встановлено 15 газомотокомпресорів 10 ГКНА. Станція дозволяла перекачувати понад 30 млн м3 газу на добу, забезпечуючи можливість подавати газ родовища на значні відстані.
З 1974 року Шебелинське ГКР вступило в завершальну стадію розробки.
До 2007 року об'єм залишкових запасів газу перевищив прогнозовані запаси більше, ніж вдвічі. В наш час в околицях Шебелинського родовища ведеться дослідження кількох перспективних площ: Північно-Шебелинської, Східно-Шебелинської, Південно-Шебелинської та Західно-Шебелинської, сумарні ресурси котрих оцінюються в 100 млрд м3 газу.
12 грудня 2019 р. на Шебелинському газоконденсатному родовищі почалось буріння свердловини 888, яка дасть змогу провадити видобуток газу з глибинних горизонтів. Проєкт реалізується в рамках контракту на надання комплексних технічних послуг з компанією Schlumberger. Очікується, стартовий дебіт свердловини складе близько 100 тис. м³ на добу з подальшим зростанням.
За сучасними даними, на родовищі було видобуто близько 570 млрд м3 газу. Станом на 2019 р. рівень його виснажености становив 89 %. Частка Шебелинського газопереробної виробні (ГПЗ, Укргазвидобування) у структурі рику споживання нафтопродуктів в Україні у 2019 р. склала 3,8 %. Підприємство виробило 149 тис. тонн бензину (виробництво зросло на 13 %), 88 тис. тонн дизельного пального (3,5 %) та 176 тис. тонн скрапленого газу (6,8 %).

## Перероблення газового конденсату
У 1960 році на родовищі була введена в експлуатацію перша черга газобензинової виробні з перероблення газового конденсату — газофракційна установка ГФУ-1 потужністю 100 тис. т на рік. 26 червня 1960 вона почала виробляти прямоперегонний бензин марки А-66, дизельне пальне і уайт-спірит. На підприємстві була розроблена технологія та запуск виробництва автомобільного бензину марки А-72 і флотаційного реагенту для флотації коксівного вугілля Донбасу.
У 1970 році була введена в експлуатацію друга черга виробні — газофракційна установка ГФУ-2 потужністю 200 тис. т на рік. Завод випускав бензин марок А-66, А-70, уайт-спірит, дизельне пальне, флотореагент, скраплений газ і сухий побутовий газ. Після реконструкції технологічних установок у 1989 р. завод розпочав випуск дизельного пального та бензину марки А-72.
У 1989 році завершена перша реконструкція виробні, в результаті якої потужності газофракційних установок збільшилися до 460 тис. т на рік.
У 1992 році закінчена реконструкція зливо-наливної естакади, вузла приймання широкої фракції легких вуглеводнів (ШФЛВ) та налагоджена технологія перероблення цієї фракції. Виробництво ШФЛВ доведене до 17 тис. т на рік.
У 1994 році був підписаний контракт з фірмою Basic System Inc. (США) на будівництво установки каталітичного риформінгу з виробництва неетильованих високооктанових бензинів марок А-95 та А-98 за технологією компанії UOP. Водночас з початком будівництва установки розпочалася реконструкція і переобладнання виробничої та допоміжної інфраструктури заводу з для забезпечення її функціонування. Було повністю переобладнано резервуарний парк, товарно-сировинна помпову, побудовано установку біологічного очищення, реконструйовано наливнота-зливну естакаду, першу та другу газофракційні установки, введено в дію установку каталітичного риформінгу з перероблення бензину прямого перегону   розпочато виробництво на ній екологічно чистих неетильованих високооктанових бензинів А-95 та А-98. Реконструкцію було завершено у 1997 р. За глибиною перероблення сировини та якістю високооктанових бензинів Шебелинський ГПЗ випередив решту виробників нафтопродуктів України
У 2001—2002 роках збудовані та введені в експлуатацію колони вторинного перероблення № 6 та № 7. Завдяки цьому обсяг перероблення сировини на заводі зріс з 600 до 720 тис. т на рік.
У вересні 2002 пущено лінію з виробництва бітумів потужністю 20 тис. т на рік.
У червні 2003 на заводі завершено реконструкцію газофракційної установки № 2, протягом першого півріччя потужності поетапно нарощені до 800 тис. т сировини на рік. Під час реконструкції встановлені нові помпи, випаровувачі, модернізовано піч. Ця реконструкція дає змогу збільшити виробничі потужності до 1 млн т на рік.
У 2007 р. побудовано установку електрознесолювання нафти (ЕЛЗУ) з метою покращення підготовки сировини до перероблення шляхом вилучення з неї механічних домішок, води та солей. Також на Шебелинському ГПЗ проведено модернізацію колон та іншого технологічного обладнання. За 2007 р. перероблення сировини зросло на 136,6 тис. т, або на 15,8 %, та досягла 1 001,2 тис. т.
У 2014—2017 роках відбулася наймасштабніша за останні 20 років модернізація підприємства, завдяки чому здійснено перехід на випуск продукції виключно стандарту Євро 5. Потужність виробництва дизельного пального стандарту Євро-5 підвищено з 120 тис. т до 200 тис. т на рік.
З 2018 р. продукція Шебелинського НПЗ реалізується на ринку під брендом Shebel.
У жовтні 2019 на підприємстві було введено в експлуатацію новий реактор гідроочищення дизельного пального з каталізаторною системою від компанії UOP, який збільшив потужність блоку гідроочищення до 200 тис.т на рік. У грудні 2019 був введений в експлуатацію новий реактор депарафінізації з каталізаторною системою компанії Haldor Topsoe A/S (Данія), який дав змогу розпочати випуск арктичного дизельного пального з граничною температурою фільтрованости -32 °C.
У 2019 р. завод збільшив виробництво бензинів на 14 % до 149 тис. т, дизельного пального — на 4 % до 88 тис. т.